# Cervera (geslacht)
Cervera is een geslacht van koralen uit de familie van de Cornulariidae.

## Soorten
- Cervera aggregata (Utinomi, 1955)
- Cervera atlantica (Johnson, 1861)
- Cervera inermis (Berenguier, 1954)
- Cervera komaii (Utinomi, 1950)
- Cervera minuta (Light, 1915)
- Cervera sagamiensis (Utinomi, 1955)